# Prothema tibiella
Prothema tibiella är en skalbaggsart som beskrevs av Holzschuh 2007. Prothema tibiella ingår i släktet Prothema och familjen långhorningar. Inga underarter finns listade i Catalogue of Life.